# 배드 타임즈: 엘 로얄에서 생긴 일
《배드 타임즈: 엘 로얄에서 생긴 일》(영어: Bad Times at the El Royale)은 2018년 개봉한 미국의 신누아르 스릴러 영화이다. 드루 고더드가 감독과 각본을 맡았다.

## 줄거리
캘리포니아주와 네바다주에 걸쳐있는 호텔 엘 로얄은 카지노업 허가증을 잃은 뒤 쇠락해간다. 1959년 필릭스 오켈리는 이 호텔 방의 바닥에 돈을 숨긴 직후 공범의 총에 맞아 사망한다.
10년 뒤 헤로인 중독자 마일스 밀러가 홀로 지키고 있는 엘 로얄에 가톨릭 사제 대니얼 플린, 가수 달린 스위트, 영업사원 래러미 시모어 설리번, 히피 에밀리 서머스프링이 각각 투숙한다.
사실 래러미는 연방수사국 특수요원 드와이트 브로드벡이며, J. 에드거 후버의 지시로 연방수사국이 전에 호텔에 설치했던 도청 장치를 회수하는 임무를 수행 중이었다. 우연히 단방향 투시 거울을 통해서 각 방의 상황을 지켜볼 수 있는 비밀 복도를 발견한 드와이트는 에밀리가 붙잡아둔 여성 인질을 구하려다가 에밀리의 산탄총에 맞아 사망한다.
사실 에밀리의 인질은 여형제 로즈로, 빌리 리가 이끄는 컬트 집단에 완전히 세뇌된 로즈를 에밀리가 겨우 빼내온 상태였다. 한편 대니얼은 사실 1959년 은행 강도의 공범 중 하나인 독 오켈리로, 가석방이 되자마자 형제 필릭스가 숨겨둔 돈을 찾으러 왔으나 기억력 감퇴로 엉뚱한 방에 묵고 있었다.
빌리 리와 신자들이 엘 로얄에 찾아와 아수라장이 벌어진다. 에밀리는 빌리에게 살해 당하고, 마일스가 빌리를 죽이자 로즈가 빌리를 찌르고, 다시 독이 로즈를 죽인다. 독은 달린의 부탁으로 마일스의 숨이 넘어가기 전에 마일스가 베트남 전쟁에서 저격수로서 많은 이들을 살해했던 죄를 "대니얼 플린 신부"로서 사해준다.
독과 달린은 돈을 갖고 호텔을 떠나고, 후에 독은 달린의 나이트 클럽 소울 공연을 지켜본다.

## 출연
- 제프 브리지스 - 대니얼 플린 신부 / 독 오켈리
- 신시아 어리보 - 달린 스위트
- 다코타 존슨 - 에밀리 서머스프링
- 존 햄 - 래러미 시모어 설리번 / 드와이트 브로드벡
- 케일리 스페이니 - 로즈 서머스프링
- 루이스 풀먼 - 마일스 밀러
- 크리스 헴스워스 - 빌리 리
- 닉 오퍼먼 - 필릭스 오켈리
- 그자비에 돌란 - 버디 선데이

## 한국어 버전
- 홍승섭 - 대니얼 플린 신부 / 독 오켈리 (제프 브리지스)

- 김현지 - 달린 스위트 (신시아 어리보)
- 한경화 - 에밀리 서머스프링 (다코타 존슨)
- 박영남 - 래러미 시모어 설리번 / 드와이트 브로드벡 (존 햄)
- 손숙 - 로즈 서머스프링 (케일리 스페이니)
- 한택심 - 마일스 밀러 (루이스 풀먼)
- 김정훈 - 빌리 리 (크리스 헴스워스)